# Salvador Flóres
Salvador Flóres (1906 – ?) – piłkarz paragwajski noszący przydomek Baballo, lewy obrońca.
Jako piłkarz Club Sol de América wziął udział w turnieju Copa América 1929, gdzie Paragwaj zdobył tytuł wicemistrza Ameryki Południowej. Flóres zagrał w 2 meczach – z Urugwajem i Argentyną.
Wciąż jako gracz klubu Sol de América był w kadrze narodowej na pierwsze mistrzostwa świata w 1930 roku, gdzie Paragwaj odpadł w fazie grupowej. Flóres zagrał tylko w jednym meczu – z Belgią.